# Fujimura Misao

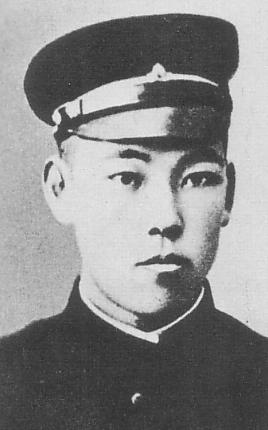
Fujimura Misao in Schuluniform

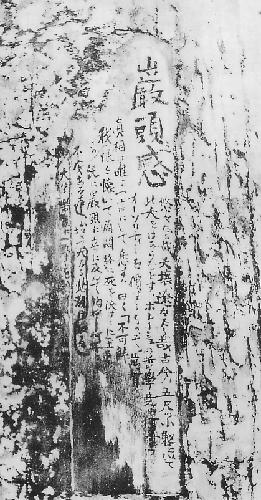
Fujimuras Todesgedicht Gantō no kan

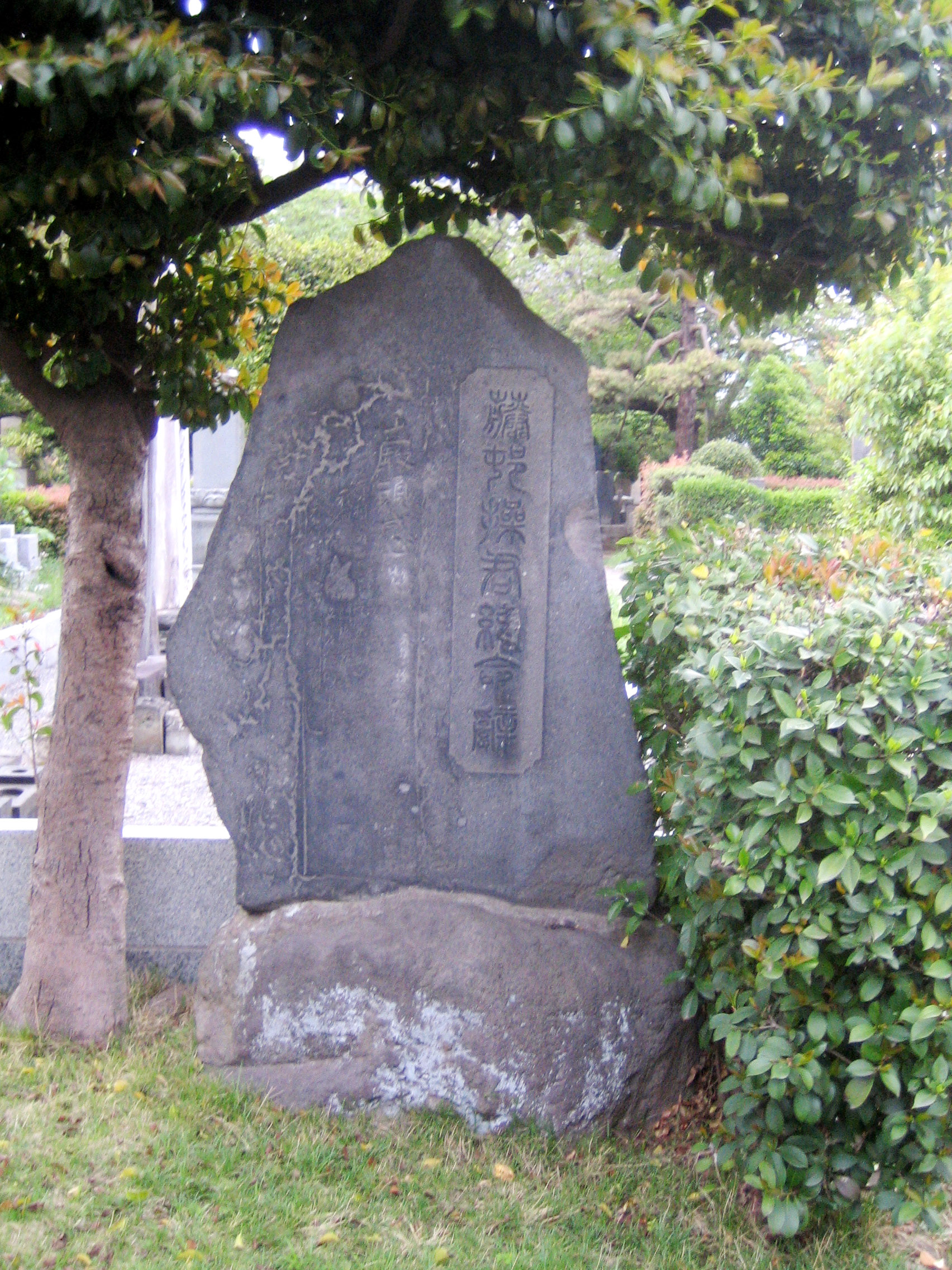
Fujimuras Grabstein

Fujimura Misao (japanisch 藤村 操; * 1886 in Hokkaidō; † 22. Mai 1903 an den Kegon-Fällen, Nikkō) war ein japanischer Schüler, der wegen seiner Selbsttötung und seines Abschiedsgedichtes bekannt wurde.

## Leben
Fujimura Misao wurde 1886 in Hokkaidō geboren. Zu seiner Familie zählten Geschäftsleute, Politiker und Gelehrte. Der Historiker Naka Michiyo (那珂 通世), der Gründer der Ostasienwissenschaften in Japan, war sein Onkel. Als sein Vater Fujimura Yutaka (藤村 胖) 1899 starb, zog Misao nach Tokio. Dort besuchte er die Erste Höhere Schule, die vorbereitende Schule für die ebenso prestigeträchtige und erste Universität Japans – der Kaiserlichen Universität Tokio.
Am 22. Mai 1903 stürzte er sich von den Kegon-Fällen bei Nikkō in den Tod. Zuvor ritzte er ein Todesgedicht in einen Baum, welches später von den Behörden entfernt wurde. Zwar blieb sein genaues Motiv unbekannt, jedoch ist Fujimura der „gepeinigten Jugend“ (煩悶青年, hammon seinen) zuzuordnen. Diese Jugendkultur bildete sich in der zweiten Hälfte der Meiji-Zeit heraus und stand im Kontrast zur „erfolgreichen Jugend“ (成功青年, seikō seinen). Hintergrund waren die in der frühen Meiji-Zeit eingeführten Konzepte der Self-Help und des risshin shusse (立身出世). Self-Help, ein Begriff aus Samuel Smiles’ gleichnamigen Buch, steht für das selbstständig handelnde Individuum, dessen Wohl zum Wohl des Staates führt; risshin shusse wiederum steht für den persönlichen Aufstieg in der Gesellschaft durch eine gute Ausbildung auch anhand eines vorgezeichneten Lebensweges. In der zweiten Hälfte der Meiji-Zeit war der soziale Aufstieg jedoch längst nicht so garantiert wie zu Anfang, und nach der harten Ausbildung waren die Eintrittsgehälter und -positionen ebenfalls nicht mehr so hoch. Das Streben nach Individualismus aufgrund der Konzepte der Self-Help und des risshin shusse entfremdete diese Jugendlichen von der traditionellen kollektivistischen Gesellschaft. Diese Widersprüche und Isolation „peinigten“ einen Teil der Jugend, die sich andere Wege der Selbstverwirklichung wünschten und über den Sinn des Lebens nachdachten.
Wegen seines geheimnisvollen Todesgedichts und seiner hohen sozialen Herkunft rief sein Tod starke Reaktionen hervor. Für Teile seiner Generation wurde er Vorbild und Iwanami Shigeo, sein Freund und späterer Gründer von Iwanami Shoten, berichtete, wie viele von ihren Emotionen überwältigt wurden. Diese Nachwirkungen zeigen sich darin, dass bis zum August 1907 mehr als 185 Menschen versuchten, seinen Selbstmord an den Kegon-Fällen nachzuahmen. In dieser Hinsicht wird sein Gedicht auch mit Goethes Die Leiden des jungen Werthers verglichen, das ebenfalls zu einer Suizidwelle führte und dem Werther-Effekt seinen Namen gab. Es gab aber auch ablehnende Stimmen; nicht wegen des Aktes des Selbstmordes an sich (der in der japanischen Gesellschaft weitaus weniger als in der christlich-abendländischen Kultur verpönt ist), sondern weil sein Suizid als egoistische Tat angesehen wurde.
Auch bei der geistigen Elite fand sein Tod hohe Beachtung. So schrieb der Intellektuelle Kuroiwa Ruikō (1862–1920) als Herausgeber der Zeitung Yorozu Chōhō (萬朝報):

「我国に哲学者なし、この少年に於て始めて哲学者を見る。いな、哲学者なきにあらず、哲学のために抵死する者なきなり.」

„Waga kuni ni tetsugakusha nashi, kono shōnen ni oite hajimete tetsugakusha o miru. Ina, tetsugakusha naki ni aruzu, tetsugaku no tame ni teishi suru sha naki nari.“

„Es gibt keine Philosophen in unserem Land; was diesen Jungen anbelangt, so sah ich zum ersten Mal einen Philosophen. Nein, wir sind nicht philosophenlos, aber keiner von diesen würde der Philosophie wegen sein Leben geben.“

Des Weiteren verarbeitete er Fujimuras Tod und die Reaktionen darauf in seiner Kritik Tenjinron (天人論) von 1904.
Literarische Verarbeitung fand er u. a. bei dem Romanautor Izumi Kyōka, der Fujimura als Modell für die Figur des Muraoka Fujita (村岡 不二太) in seinem Werk Fūryūsen (風流線) nahm. Aber auch Natsume Sōseki, der sich als Fujimuras früherer Englischlehrer teilweise mitverantwortlich für dessen Tod fühlte, sprach diesen Vorfall in seinem Werk Kusamakura an.
Fujimuras Grab befindet sich auf dem Aoyama-Friedhof in Minato, Tokio.

## Todesgedicht
| Japanisch | Lesung |
| --- | --- |
| 巌頭之感 悠々たる哉天壌、 遼々たる哉古今、 五尺の小躯を以て此大をはからんとす。 ホレーショの哲学竟に何等のオーソリテーを価するものぞ。 万有の真相は唯一言にして悉す、 曰く「不可解」。 我この恨を懐て煩悶終に死を決するに至る。 既に巌頭に立つに及んで 胸中何等の不安あるなし。 始めて知る 大なる悲観は大なる楽観に一致するを | Gantō no kan Yūyū taru kana tenjō, Ryōryō taru kana kokon, Go-shaku no shōku o motte kono dai o hakarantosu. Horēsho no tetsugaku tsui ni nanra no ōtoritē o atai suru mono zo. Ban’yū no shinsō wa tada hito koto ni shite tsukusu, Iwaku “fukakai”. Ware kono urami o idaite hammon tsui ni shi o kessuru ni itaru. Sude ni gantō tatsu ni oyonde kyōchū nanra no fuan arunashi. Hajimete shiru dai naru hikan wa dai naru rakkan ni itchi suru o                   |
| englische Übersetzung | deutsche Übersetzung |
| How immense the universe is! How eternal history is! I wanted to measure the immensity with this puny five-foot body. What authority has Horatio’s philosophy?* The true nature of the whole creation. Is in one word – “unfathomable.” With this regret, I am determined to die. Standing on a rock on the top of a waterfall. I have no anxiety. I recognize for the first time. Great pessimism is nothing but great optimism. | Wie gewaltig das Universum ist! Wie ewig die Geschichte ist! Ich wollte jene Größe mit diesem kümmerlichen Fünf-Fuß-Körper messen. Welche Autorität hat Horatios Philosophie?* Die wahre Natur der gesamten Schöpfung. Liegt in einem Wort – „unergründlich“. Mit diesem Bedauern bin ich bestimmt zu sterben. Auf einem Felsen über einem Wasserfall stehend. Habe ich keine Angst. Ich erkenne zum ersten Mal. Großer Pessimismus ist nichts als großer Optimismus. |

* Für diese Zeile mit „Horatio’s philosophy“ gibt es zwei Deutungen:
1. Üblicherweise wird sie in Verbindung mit der Ansprache von Shakespeares Hamlet zu seinem Freund Horatio im 1. Akt, 5. Szene gesetzt: “There are more things in heaven and earth, Horatio. Than are dreamt of in your philosophy.” (dt. „Es gibt mehr Ding’ im Himmel und auf Erden, als Eure Schulweisheit sich träumt, Horatio.“)
2. Der Philologe für abendländische Klassik Itsumi Kiichirō identifiziert in seinem Buch Ratin-go no Hanashi (ラテン語のはなし. Taishūkan Shoten, 2000, ISBN 978-4-469-21262-4) Horatio mit dem römischen Dichter Horaz. Fujimura kritisiert damit dann Horaz’ epikureische Einstellung des carpe diem.

## Hammonki
Im Mai 1907 erschien beim Verlag Yanagi Shobō das Buch Hammonki (煩悶記), das Fujimura vier Jahre nach seinem Tod geschrieben haben soll. In diesem beschreibt der angebliche Fujimura, dass er nicht Selbstmord beging, sondern sich versteckte, dann auf einem Piratenschiff um die Welt segelte und schließlich nach Frankreich ging. Das Buch wurde sofort nach Erscheinen von den Behörden verboten, einerseits um weitere Nachahmungstaten zu verhindern, andererseits wohl aber auch wegen seines sozialistisch-anarchistischen Inhalts. Von dem Buch sind lediglich drei noch erhaltene Kopien bekannt. Eine besitzt der Literaturkritiker Tanizawa Eiichi (谷沢 永一), bei dem man lange Zeit davon ausging, dass es das einzige noch erhaltene Exemplar sei. Ein weiteres besitzt der Literaturwissenschaftler Noma Sōshin (野間 光辰). Große Aufmerksamkeit erregte der Fund einer dritten Kopie, die beim Kanda-Furumoto-Bücherfestival 2005 für 1,47 Millionen Yen angeboten wurde.